# Diogo da Silva
Diogo André Silvestre da Silva (São Sebastião do Caí, 7 de marzo de 1982) es un deportista brasileño que compitió en taekwondo. Ganó dos medallas, en los Juegos Panamericanos en los años 2003 y 2007, y una medalla en el Campeonato Panamericano de Taekwondo de 2006.

## Palmarés internacional
| Juegos Panamericanos    | Juegos Panamericanos            | Juegos Panamericanos | Juegos Panamericanos |
| Año                     | Lugar                           | Medalla              | Categoría            |
| ----------------------- | ------------------------------- | -------------------- | -------------------- |
| 2003                    | Santo Domingo (Rep. Dominicana) | Medalla de bronce    | –68 kg               |
| 2007                    | Río de Janeiro (Brasil)         | Medalla de oro       | –68 kg               |
| Campeonato Panamericano |                                 |                      |                      |
| Año                     | Lugar                           | Medalla              | Categoría            |
| 2006                    | Buenos Aires (Argentina)        | Medalla de bronce    | –67 kg               |